# تانيا هارفورد
تانيا هارفورد (بالإنجليزية: Tanya Harford)‏ مواليد 28 نوفمبر 1958، هي لاعبة كرة مضرب جنوب أفريقية. هي إحدى بطلات الجراند سلام حيث فازت بدورة فرنسا المفتوحة في سنة 1981.

## النهائيات

### الزوجي: 1 (الألقاب 1, الوصافة 0)
| النتيجة | السنة | الدورة                   | الشريك          | المنافس في النهائي      | النتيجة  |
| الفوز   | 1981  | دورة رولان غاروس الدولية | روزالين فيربانك | كاندي رينولدز بولا سميث | 6–1, 6–3 |

## روابط خارجية
- تانيا هارفورد على موقع رابطة محترفات التنس (الإنجليزية)
- تانيا هارفورد على موقع الاتحاد الدولي لكرة المضرب (الإنجليزية)
- تانيا هارفورد على موقع خلاصة التنس.كوم (الإنجليزية)